# Ptolemaj IV. Filopator
Ptolemaj IV. Filopator (grščina: Πτολεμαῖος Φιλοπάτωρ}, Ptolemaĩos Philopátōr, ? - 205/4 pr. n. št.) je bil četrti helenistični kralj Egipta, ki je vladal od 221 do 204 pr. n. št. Njegovo vladanje običajno velja za začetek zatona dinastije Ptolemajev, prej močne in uspešne helenistične egipčanske države.
Ptolemaj IV. Filopator je bil sin kralja Ptolemaja III. Evergeta in Berenike II., hčerke cirenajskega kralja Magosa. Na začetku njegove vladavine so mu umorili mater, tako da je bil kralj od takrat naprej pod vplivom dvorjanov obeh spolov. Ti dvorjani so spodbujali Ptolemajeve razvade in usmerjali njegovo vladavino v skladu s svojimi interesi. Kljub temu se je Egipt zlahka odzval na napad selevkidskega kralja Antioha III. nad Koele-Sirijo. Ptolemaj je nominalno vodil svojo vojsko v zmagi v bitki pri Rafiji leta 217 n. št. pr. n. št., po kateri so bile severne meje njegovega kraljestva zavarovane pred selevkidskimi napadi.
Pohodi Ptolemajevičev v Siriji so se končali zaradi upora domačega prebivalstva v Zgornjem Egiptu. Na samem koncu Ptolemajeve vladavine je leto 205. npr. Kr. je vladal faraon nubijskega porekla Hugronafor. Zato je bil Zgornji Egipt do leta 186. pr. n. št. ločena država, zunaj dosega Ptolemajevičev.
Znano je tudi, da je bil Ptolemaj Filopator posvečen v različne orgiastične kulte in da se je zanimal za literaturo. Zgradil je tempelj, posvečen Homerju in sestavil tragedijo, o kateri je njegov najljubši varovanec Agatokles Egiptovski napisal komentarje. Okoli leta 220 pr. n. št. se je Ptolemaj v skladu z običaji faraonov poročil s svojo sestro Arsinojo III. Kljub temu je še naprej bil pod vplivom svoje ljubice Agatokleje, Agatoklove sestre.
Kaliksen Rodoški v 3. stoletju pred našim štetjem in Atenej iz Navkratide v 2. stoletju pred našim štetjem sta zapisala, da je Ptolemaj Filopator zgradil ogromno ladjo, znano kot tessarakanter ali morda celo dobesedno "štirideset". Številka štirideset se je v primeru te ladje nanašala na število vrst vesel. Plutarch also mentions that Ptolemy Philopator owned this immense vessel in his Life of Demetrios.  Kasneje, v 2. stoletju našega štetja, je Plutarh to plovilo omenil tudi v svoji biografiji Demetrija I. Poliorketa. Danes velja prepričanje, da bi ta ogromna ladja lahko bila katamaran dolg 128 metrov.
Ptolemaj IV. je omenjen tudi v apokrifni Tretji knjigi Makabejcev, ki opisuje dogodke v Jeruzalemu in Aleksandriji v času bitke pri Rafiji.